# Antipatharia
Gli Antipatari (Antipatharia Milne-Edwards & Haime, 1857) sono un ordine di coralli della sottoclasse degli esacoralli, che comprende i cosiddetti coralli neri.

## Descrizione
Sono esacoralli che formano colonie ramificate, con scheletro assiale di colore marrone o nero, composto da una sostanza organica nota come antipatina, ricoperto da un sottile cenosarco. 
I polipi hanno una simmetria esamerica, con setti singoli presenti in multipli di sei, una caratteristica in comune coi soli Ceriantharia (le anemoni tubiformi). I tentacoli, al numero di sei, sono spessi e corti. I polipi possono essere di quasi tutti i colori. Alcuni coralli hanno anche "tentacoli spazzini", che possono crescere fino a raggiungere i 15 mm. Anche se i singoli polipi sono sessuati singolarmente, le colonie intere sono tipicamente considerate ermafrodite.
Lo scheletro di questi coralli cresce seguendo forme peculiari. Così ritroviamo nei coralli neri formazioni a frusta, albero, ventaglio o spirale. Le dimensioni delle colonie variano, da 10 a 300 cm di lunghezza, anche se i polipi possono essere piccoli, in generale nell'ordine del millimetro. Gli scheletri sono anche rivestiti da piccole punte sui 0,5 mm e con grosse variazioni in termini di dimensioni, proporzioni e struttura. Uno strato di "corteccia" si forma intorno allo scheletro mentre il corallo cresce.
A differenza della maggior parte degli altri coralli, i coralli neri non hanno alcuna protezione contro materiali abrasivi, come sabbia e rocce, e mancano di sviluppo muscolare che possa aiutarli a nascondersi. A causa di ciò, i sedimenti marini possono lacerare i tessuti molli, provocando la morte dei coralli. In risposta a questo pericolo, i coralli vivono vicino alle fessure, il che gli permette di proteggere gran parte del loro corpo.

## Biologia
A causa della loro predilezione per le acque profonde e povere di luce, gli antipatari sono tradizionalmente stati considerati come coralli azooxantellati, cioè prive di zooxantelle endosimbionti. Recenti studi hanno permesso di dimostrare, almeno in alcune specie delle famiglie Antipathidae, Aphanipathidae e Myriopathidae, la presenza di zooxantelle del genere Symbiodinium.

## Distribuzione e habitat
Gli antipatari sono diffusi in tutti i mari del mondo, compresi i mari polari, a profondità comprese tra 20 e 8600 m.

## Tassonomia
L'ordine comprende le seguenti famiglie:
- Antipathidae Ehrenberg, 1834
- Aphanipathidae Opresko, 2004
- Cladopathidae Kinoshita, 1910
- Leiopathidae Haeckel, 1896
- Myriopathidae Opresko, 2001
- Schizopathidae Brook, 1889
- Stylopathidae Opresko, 2006

### Alcune specie

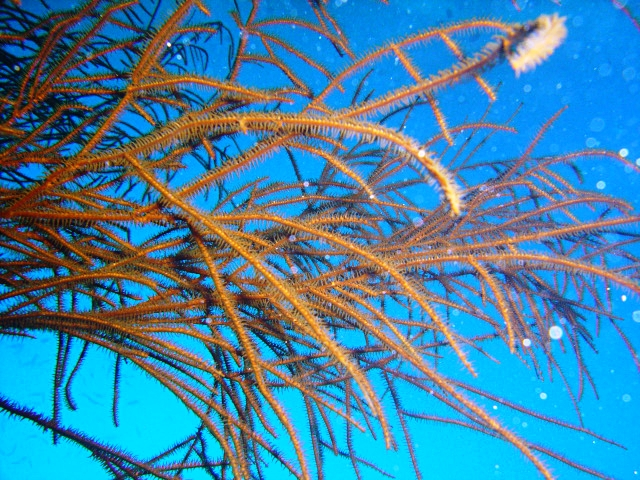
Antipathes dichotoma (Antipathidae)
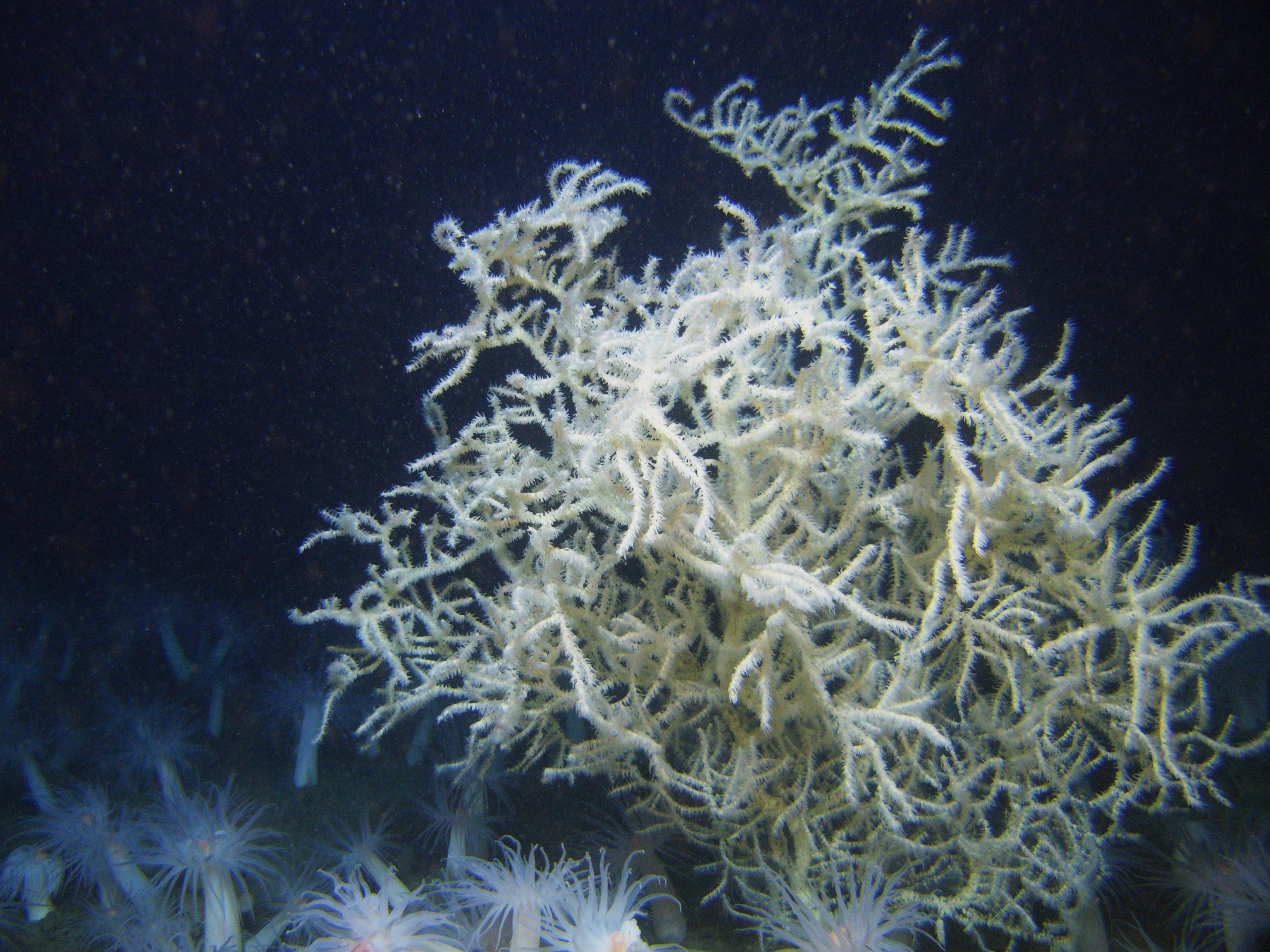
Leiopathes glaberrima (Leiopathidae)
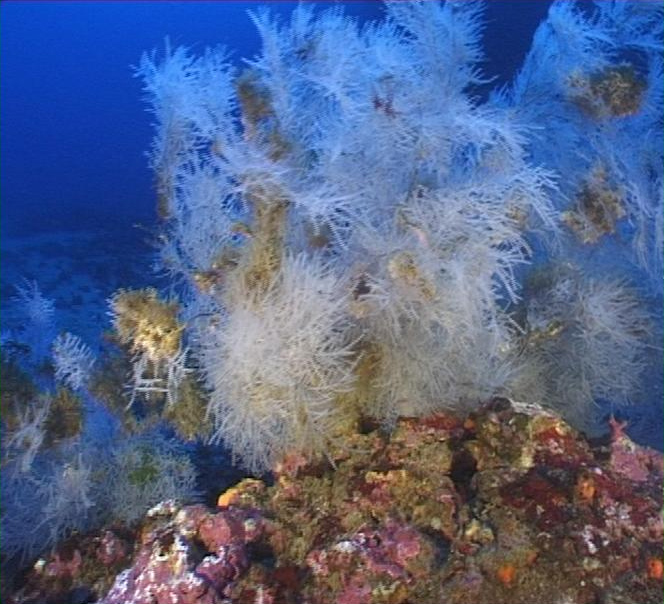
Antipathella subpinnata (Myriopathidae)
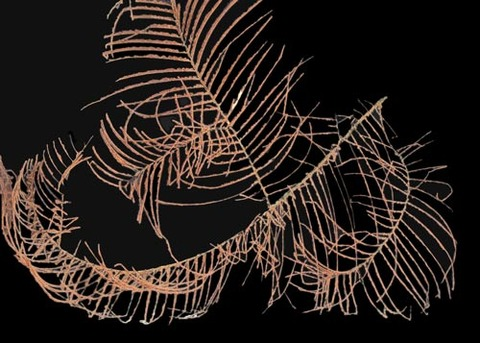
Telopathes magna (Schizopathidae)
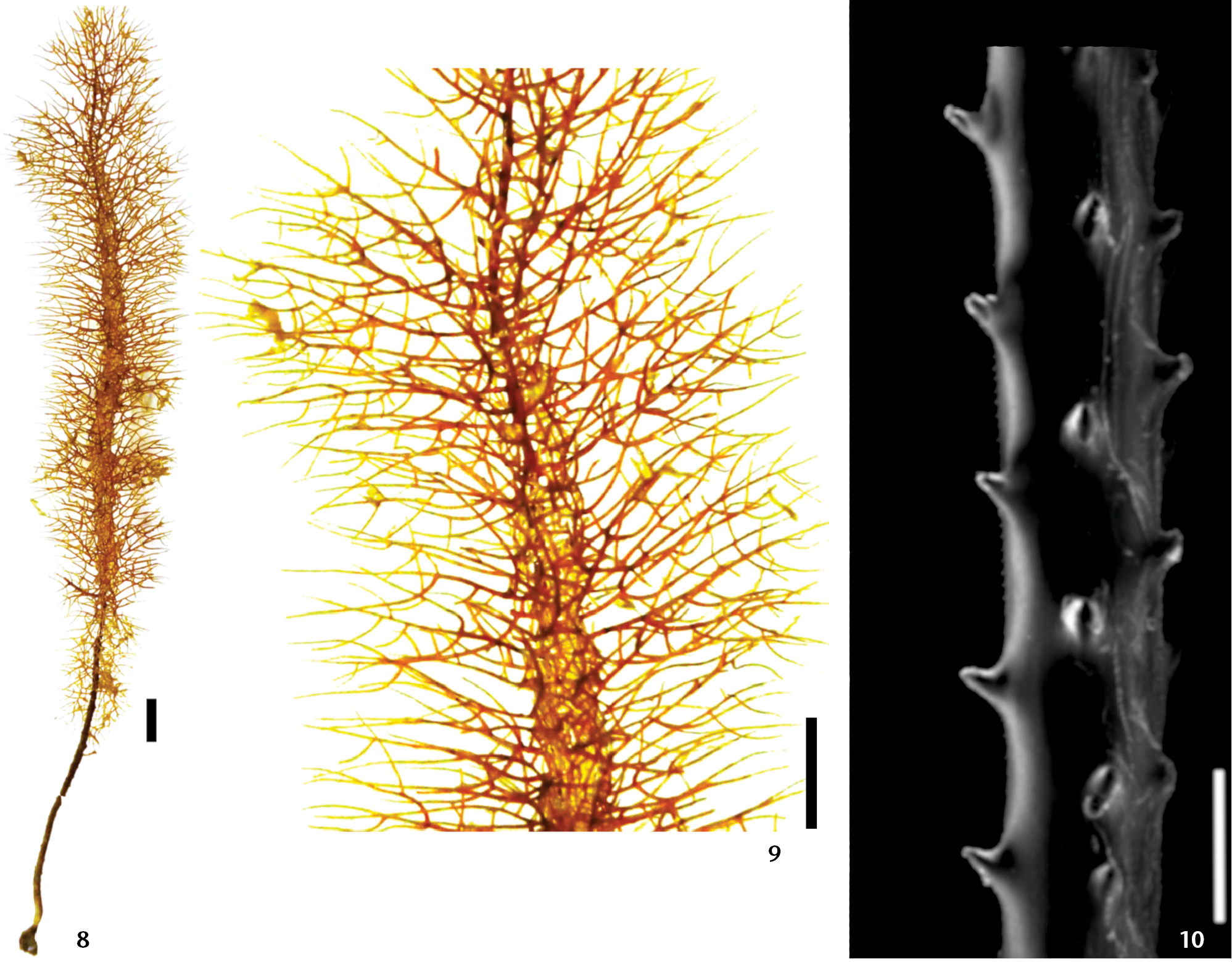
Stylopathes adinocrada (Stylopathidae)